# Owl Creek (Wyoming)
Owl Creek es un lugar designado por el censo ubicado en el condado de Hot Springs en el estado estadounidense de Wyoming. Es sede del condado de Hot Springs. En el año 2010 tenía una población de 5 habitantes y una densidad poblacional de 0.3  personas por km² .

## Geografía
Owl Creek se encuentra ubicado en las coordenadas 43°46′54.55″N 108°34′3.83″O / 43.7818194, -108.5677306. Según la Oficina del Censo, la localidad tiene un área total de 16,8 km² (6,5 mi²), de la cual 16,8 km² (6,5 mi²) es tierra y 0 km² (0 mi²) (0.0%) es agua.

### Localidades adyacentes
El siguiente diagrama muestra a las localidades en un radio de 76 kilómetros (47,2 mi) de Owl Creek.

## Demografía
En el 2000 la renta per cápita promedia del hogar era de $38.393, y el ingreso promedio para una familia era de $27.500. El ingreso per cápita para la localidad era de $15.975. En 2000 los hombres tenían un ingreso per cápita de $38.750 contra $0 para las mujeres. Alrededor del 0.30% de la población estaba bajo el umbral de pobreza nacional.